# موتور کریم گمشادزهی
موتور کریم گمشادزهی روستایی در دهستان شورو بخش کورین شهرستان زاهدان استان سیستان و بلوچستان ایران است.

## جمعیت
بر پایه سرشماری عمومی نفوس و مسکن در سال ۱۳۹۵ جمعیت این روستا کمتر از ۳ خانوار بوده‌است.